# Afgelast wegens ziekte
Afgelast wegens ziekte is het 50e stripverhaal van De Kiekeboes. De reeks wordt getekend door striptekenaar Merho. Het album verscheen in mei 1991.

## Verhaal
Omdat dit het 50e avontuur van Kiekeboe is besluiten de personages dit uitbundig te vieren. Ze krijgen bezoek van Constant van de Weeromstuit, "de grootste fan van Kiekeboe", die hen het hele album lang in enorme adoratie blijft lastigvallen. Kiekeboe komt bij zijn jaarlijkse doktersonderzoek tot de ontdekking dat hij aan een dodelijke ziekte lijdt. Volledig neerslachtig gaat Kiekeboe na hoe zijn levensverzekering ervoor staat, probeert zelfmoord te plegen en bezoekt een psychiater, stervensbegeleider en een begrafenisondernemer.
Ondertussen probeert Leon Van Der Neffe zich op aanraden van zijn vrouw klaar te stomen om de hoofdrol in de reeks over te nemen. Fanny, Konstantinopel en Balthazar breken in bij Merho om nooit eerder gepubliceerde tekenplaten uit oude verhalen te halen en aan de lezers te tonen. Uiteindelijk ontdekt Kiekeboe dat de dokter zich vergist had en de arts zelf na drie dagen is overleden. Met herwonnen levensdrift wil Kiekeboe alsnog zijn avontuur beleven, maar tegen dan is het al afgelopen.

## Achtergrond
In strook 71-82 toont Fanny een kortverhaal waarin de personages uit de reeks worden voorgesteld als ze tien jaar ouder zouden zijn.